# 달제초등학교
달제초등학교는 경상북도 의성군 다인면에 있었던 초등학교이다.

## 연혁
- 1951년 9월 1일 달제국민학교 설립 인가
- 1952년 10월 1일 달제국민학교 개교
- 1996년 3월 1일 달제초등학교 개편
- 1996년 3월 1일 폐교 및 다인초등학교 통폐합